# 몬테카를로 TV
몬테카를로 TV(Monte Carlo TV)는 우루과이의 텔레비전 채널로, 우루과이에서 2번째로 오래된 채널이자, 우루과이 최대 규모의 민영 방송국이다. 라이센스명은 CXB 4 TV Canal 4이다.
몬테카를로 TV는 Elvira Salvo에 의해 설립되었으며, 첫 방송 시작은 1961년 4월 26일이다. 1981년에는 컬러 텔레비전 방송을 실시하였다.
현재 모 회사는 Grupo Monte Carlo S.A.이며, 자매 라디오 방송으로 CX 20 라디오 몬테카를로와 라디오 세로가 있다.